# Pulchelliidae
De Pulchelliidae zijn een familie van uitgestorven ammonoïde koppotigen. Ze werden eerder geclassificeerd als behorend tot de superfamilie Endemoceratoidea. Ze leefden tijdens het Krijt in het Barremien.

## Verspreiding
Fossielen van soorten binnen dit geslacht zijn gevonden in de Krijt-afzettingen van Bulgarije, Colombia, Frankrijk, Mexico, Marokko, Spanje, Trinidad en Tobago.

## Onderfamilies en geslachten
- Buergliceratinae
- Psilotissotiinae
- Pulchelliinae (Vermeulen 1995)
  - Nicklesia (Hyatt)
  - Pulchellia (Uhlid)
  - Gerhardtia (Hyatt)
  - Coronites (Hyatt)
  - Curiolites (Vermeulen)
  - Heinzia (Sayn)